# Гласхютте (Саксония)
Гласхютте (нем. Glashütte) — город в Германии, в земле Саксония. Подчинён земельной дирекции Дрезден. Входит в состав района Саксонская Швейцария — Восточные Рудные Горы. Население составляет 7139 человек (на 31 декабря 2010 года). Занимает площадь 41,76 км². Официальный код — 14 2 90 150.
Город подразделяется на 6 городских районов.

## История
Название Гласхютте свидетельствует о том, что на месте слияния рек Мюглиц и Присниц существовал небольшой посёлок со стеклозаводом, который был уничтожен в ходе Гуситских войн, примерно в 1429 году и не был восстановлен. До сих пор следов поселка так и не обнаружено. Первое документальное упоминание об этом месте датируется срединой XV века под названием «Серебряный пик», ранее называвшиеся «Тёмный лес». Проезжающие через Гласхютте могут увидеть над входом в мэрию высеченную из камня голову медведя, напоминающую о суровости природы тех времён.
Город Гласхютте был известен своими серебряными месторождениями, но к концу XIX века шахты были выработаны и район обеднел. В это время опытный часовой мастер Фердинанд Адольф Ланге основал первую школу часового дела и первую в районе часовую фабрику. Новое здание школы было построено в 1881 году и позже расширено. Часовая школа получила в 1950 году статус техникума. Немного позже он был преобразован в, «колледж для точной механики Гласхютте», а в 1957 году — в «инженерное училище для точного машиностроения». После обширной реконструкции в этом в этом здании в 2008 году открыт немецкий музей часов Гласхютте.
В город стало приезжать много часовых мастеров, а также специалистов по изготовлению корпусов, стрелок и других элементов внешнего оформления. С приближением Первой мировой войны развитию часовой промышленности пришёл конец. Многим часовым компаниям пришлось распустить штат своих сотрудников. Никто не мог прогнозировать дальнейшее развитие спроса. Тем не менее, по окончании войны вновь стали открываться часовые компании, а также появилось много новых.
В дополнение к часовой индустрии процветали другие отрасли промышленности и точного машиностроения. Первая немецкая счетная машина массового производства произведена в Гласхютте в компании Артура Бёркхардта. В городе функционируют заводы вычислительных машин «Saxonia» и «Архимед». Таким образом, в Гласхютте производятся не только часы, а термин «город часов» должен быть расширен: «Гласхютте — город часов и точного машиностроения».
С началом Второй мировой войны развитие часовых компаний в Гласхютте остановилось. Часовых производителей обязали выпускать товары необходимые для войны. К самому концу войны, 8 мая 1945 Гласхютте подвергся бомбовому авианалёту, кроме того по окончании войны множество фабрик было конфисковано и демонтировано советскими войсками.
Производство часов определяет всемирную репутацию Гласхютте, что нашло отражение в гербе города, центральным элементом которого является часовой циферблат. Сегодня несколько известных производителей продолжают традицию сложного кустарного часового дела и таким образом приносят мировую известность Гласхютте как месту производства часов тонкой работы. Название Гласхютте говорит о достижении максимальной точности в существующих и вновь создаваемых часах и точности инженерных компаний, а также существующих малых и средних предприятий в течение многих десятилетий.